# 武氏橫
武氏橫（?—?），越南莫朝第5任皇帝莫茂洽的夫人，武文溪的女儿。
武文溪在莫朝担任錦衣衞署衞事、封富山侯。崇康十年（1577年）莫茂洽册武氏橫爲正妃。崇康十一年（1578年），莫茂洽在宫中遭到雷击，半身不遂。洪宁元年（1591年）前是文沛侯阮倦的女儿阮氏被莫茂洽立为皇后。当时作为正妃的武氏橫是否死去或者被废，史书没有记载。洪宁二年（1592年）十一月，莫茂洽败于郑主领导的黎中兴朝，国都昇龍被攻克，莫茂洽被杀。